# Raymond Flynn
Pour les articles homonymes, voir Flynn.
Raymond Leo Flynn dit Ray Flynn, né le 22 juillet 1939 à South Boston, est un homme politique américain membre du Parti démocrate, notamment maire de Boston entre 1984 et 1993.
Membre de la Chambre des représentants du Massachusetts entre 1971 et 1979, il est élu au Boston City Council de 1978 à 1984 pour le sud de la ville. Il a par la suite été nommé, en 1993, ambassadeur des États-Unis au Vatican par le président Bill Clinton.